# Shturbino
Shturbino (del ruso: Штурбино) es un seló del raión de Krasnogvardéiskoye en la república de Adiguesia de Rusia. Está situado 28 km al este de Krasnogvardéiskoye y 52 km en la orilla derecha del río Giagá, al noroeste de Maikop, la capital de la república. Tenía 474 habitantes en 2010
Pertenece al municipio Uliápskoye.

## Historia
Fue fundado en 1885 como jútor Shturbin. En 1896 se le concedió el estatus de seló y el nombre actual.